# Лусегенов, Ованес Мелконович
Ованес Мелконович Лусегенов (26 сентября 1952, Ростов-на-Дону — 20 апреля 2025, Ростов-на-Дону) — советский и российский художник. Член Союза художников СССР, член ВТОО «Союз художников России» с 1983 года.

## Биография
Родился 26 сентября 1952 года в городе Ростове-на-Дону в районе Нахичевани. Мать и отец работали на заводе.
Окончил Ростовское художественное училище имени М. Б. Грекова в 1979 году и факультет изобразительного искусства Южного федерального университета. Служил в Советской армии в 1972—1974 годах.
В настоящее время работает доцентом кафедры рисунка, живописи и скульптуры Южного федерального университета.
Лусегенов — участник 180 выставок разных уровней. Провёл 26 персональных выставок и 11 зарубежных. Его работы находятся в галереях, музеях и частных собраниях в России, Германии, Англии, Голландии, Польше, Финляндии, Лаосе, Афганистане, Италии, Испании, США, Австрии.
Скончался 20 апреля 2025 года в Ростове-на-Дону.

## Семья
- Лусегенова Татьяна Ованесовна — дочь, российский художник.
- Ованесова Светлана Ованесовна — дочь.

## Награды
- Заслуженный художник Российской Федерации (2004).
- Награждён медалью «Шувалов», Золотой медалью Российской академии художеств и Золотой медалью Союза художников России, а также региональной наградой — медалью «За доблестный труд на благо Донского края» (2014, указ Губернатора Ростовской области от 21.07.2014 № 73)[4].
- Награждён многими дипломами и премиями Дона, Союза художников и Министерства культуры России и СССР[5].
- Почётный член Российской Академии Художеств[6].